# Мъркюри 7
Мъркюри 7 (на английски: Mercury 7) е американски космически кораб от първо поколение. Втори орбитален космически полет на астронавт от САЩ.

## Екипаж
| Пост  | Астронавт      |
| ----- | -------------- |
| Пилот | Скот Карпентър |

## Дублиращ екипаж
| Пост  | Астронавт   |
| ----- | ----------- |
| Пилот | Уолтър Шира |

Оригиналният екипаж на Mercury – Atlas 7 е пилот Доналд Слейтън, дубльор Уолтър Шира. Слейтън нарича кораба Делта 7 (на английски: Delta 7). Слейтън, обаче, получава екстрасистолна аритмия по време на тренировки и е отстранен от графика на полетите. Неговото място като пилот в основния екипаж на Мъркюри 7 заема Скот Карпентър. Той променя името на кораба на Аврора 7 (на английски: Aurora 7).

## История
Космическият кораб Мъркюри 7 (производствен № 18) е доставен на Кейп Канаверъл, Флорида на 15 ноември 1961 г. Ракетата – носител Атлас D (сериен № 107) е произведена в завода на Convair, Сан Диего, Калифорния на 25 февруари 1962 г. Тя пристига на космодрума на 6 март същата година.

## Полет
Стартът на Мъркюри 7 е на 24 май 1962 г. в 12 часа 45 мин. и 16 сек. UTC. Параметрите на орбитата, както и въобще цялата програма на полета са почти идентични с тези на Мъркюри 6. В Аврора 7 има някои подобрения, основно по системите за управление на полета. Именно те, обаче, изиграват лоша шега на НАСА, защото поради различни дефекти, корабът се приводнява на 402 км от разчетената точка. Скот Карпентър чака няколко часа спасителния екип.

## Резултати
НАСА изразила неодобрение относно някои действия на астронавта и той никога повече не е включен в екипажите за полети. Иначе Скот Карпентър осъществява четвъртия орбитален космически полет в историята, след Восток 1 (Юрий Гагарин), Восток 2 (Герман Титов) и Мъркюри 6 (Джон Глен). Така САЩ се изравняват със СССР по броя на извършените орбитални космически полети.
Капсулата на Aurora 7 се съхранява в Музея на науката и индустрията в Чикаго, Илинойс.